# Enklawa

C jest enklawą państwa A i eksklawą kraju B

C jest eksklawą państwa B, ale nie jest enklawą państwa A, ponieważ dzieli granicę z państwem D

Enklawa – terytorium otoczone ze wszystkich stron terytorium lądowym innego państwa. Jeżeli stanowi ono część jakiegoś państwa, to jest ono jego eksklawą. Na przykład San Marino stanowi enklawę w terytorium Włoch, zaś gmina Campione stanowi enklawę w terytorium Szwajcarii i eksklawę Włoch. Terminów „enklawa/eksklawa” używa się także dla określenia tego typu terytoriów w skali subnarodowej. Terminu „enklawa” używa się także w przypadku, gdy teren jednego rodzaju jest otoczony terenem innego rodzaju, np. las liściasty na terenie porośniętym lasem iglastym.
Wyraz ten pochodzi z języka francuskiego, który stanowił język dyplomacji. Czasownik enclaver, oznaczające „wbijać się klinem”, pochodzi od łacińskiego in-clavo, gdzie clavus to klin, gwóźdź.
Enklawy są dziedzictwem historycznym i politycznym, choć niekiedy niektóre terytoria stały się faktycznymi enklawami na skutek np. zmiany biegu rzeki.
Życie w enklawach może być niewygodne z racji oderwania od terytorium macierzystego. Stąd też zainteresowane państwa starają się podpisać umowy regulujące takie kwestie jak dostawy energii, przepływ osób, usługi publiczne dla ludności itp. Najlepiej zdefiniowana jest sytuacja enklaw w Europie, zwłaszcza w epoce swobodnego przepływu osób w strefie Schengen. Natomiast w Azji enklawy nadal stanowią nierzadko przedmiot sporów terytorialnych.

## Przykłady enklaw

### Państwa-enklawy

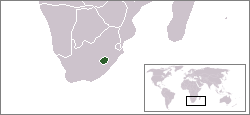
Lesotho – państwo-enklawa

Państwa-enklawy, otoczone ze wszystkich stron przez inne państwo, nie są eksklawami. Istnieją trzy takie państwa:
- San Marino w terytorium Włoch,

Flaga enklawy San Marino

- Flaga enklawy San Marino Watykan w terytorium Włoch, w Rzymie,
- Lesotho w terytorium RPA.

### Terytoria-enklawy

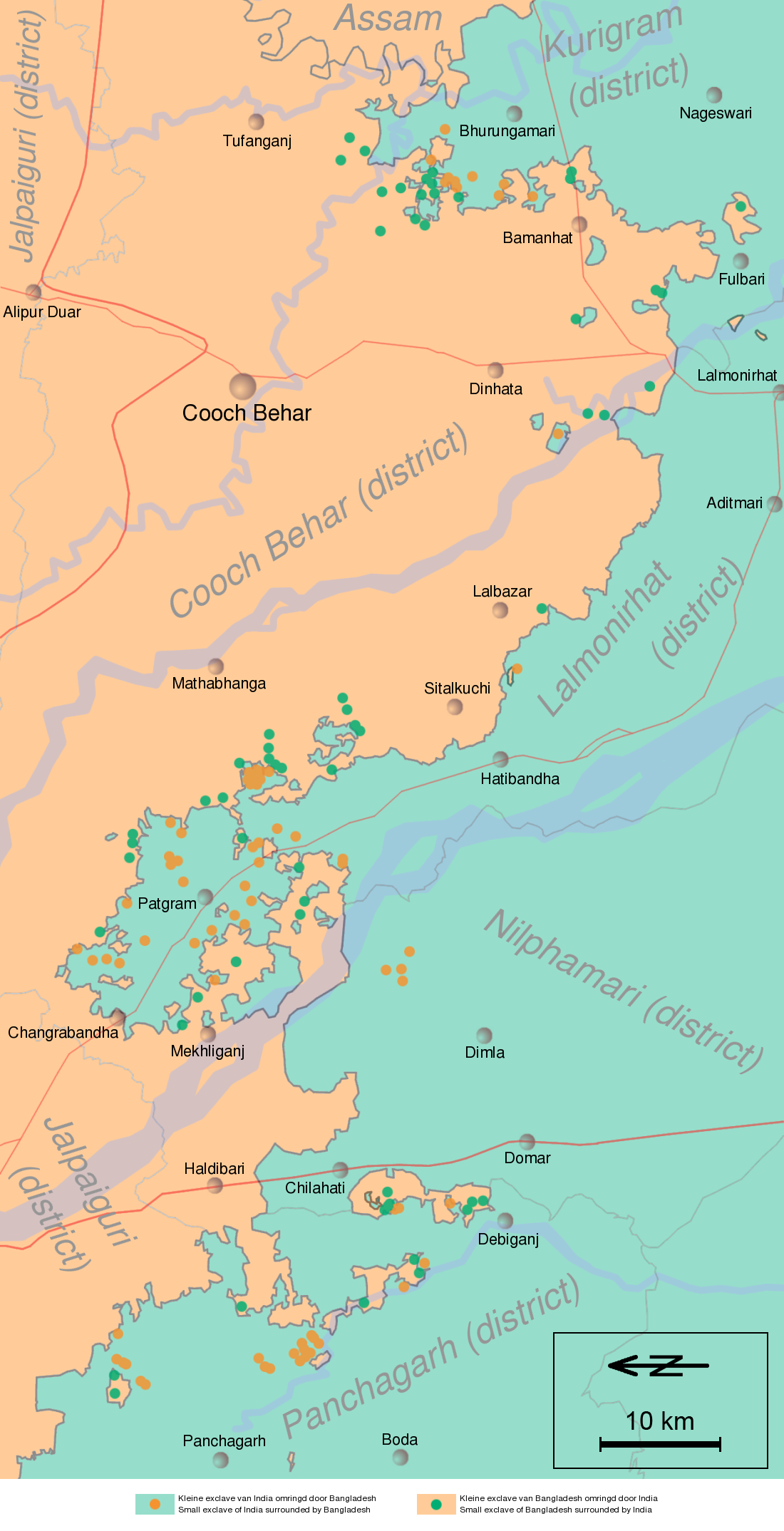
Enklawy i eksklawy na granicy indyjsko-bengalskiej, które istniały do 2015.

Cechą charakterystyczną „prawdziwych” enklaw jest to, że by się do nich dostać trzeba poruszać się po terytorium innego państwa. Najbardziej znaną enklawą w Europie był Berlin Zachodni; w historii Polski należący do niej w latach 1412–1769 tzw. zastaw spiski, czyli grupa zamków i 13 miast spiskich będących polskimi eksklawami, stanowiącymi enklawy na terenie Królestwa Węgier. Inne mniej znane przykłady, za to nadal istniejące, to:
- miasto Baarle w południowej Holandii to administracyjnie dwa miasta – belgijskie Baarle-Hertog to 22 belgijskie enklawy w terytorium holenderskim oraz holenderskie miasto Baarle-Nassau, które samo posiada także 3 enklawy na terenie Belgii oraz jedną małą enklawę wewnątrz jednej z belgijskich enklaw Baarle-Hertog,
- niemieckie Büsingen stanowi enklawę w terytorium szwajcarskiego kantonu Szafuza,
- włoskie miasto Campione d’Italia wewnątrz kantonu Ticino (Szwajcaria), chociaż w praktyce administrowane jest jako część Szwajcarii, tzn. stanowi część szwajcarskiego obszaru celnego, jego mieszkańcy posługują się frankiem szwajcarskim i nie płacą podatków we Włoszech, choć nadal podlegają zwierzchnictwu włoskiemu (Prowincja Como),
- hiszpańskie miasto Llivia położone w południowej Francji, kilka kilometrów na wschód od Andory,
- rosyjska eksklawa Miedwieżje-Sańkowo stanowiąca enklawę w terytorium Białorusi, składa się z dwóch wsi,
- wsie Ormidhia i Xylotimbou na Cyprze otoczone są przez formalnie niezależną brytyjską bazę Dhekelia. Ponadto na terenie bazy znajduje się elektrownia również należąca do Cypru,
- wieś Sastavci należąca do Bośni i Hercegowiny tworzy enklawę na terytorium Serbii w pobliżu miasta Priboj.

Poza Europą enklawy można znaleźć także w Azji:
- Madha należąca do Omanu stanowi enklawę w terytorium Zjednoczonych Emiratów Arabskich, jednocześnie na jej terytorium znajduje się mniejsze terytorium Nahwa, które jest eksklawą ZEA wewnątrz Madhy,
- Do końca lipca 2015 przy granicy indyjsko-bengalskiej znaleźć można było 92 bengalskie eksklawy na terytorium Indii i 106 indyjskich eksklaw na terytorium Bangladeszu. Ponadto 21 z tych bengalskich eksklaw znajduje się wewnątrz indyjskich eksklaw, oraz 3 indyjskie eksklawy wewnątrz bengalskich. Sytuacja była niekiedy bardzo skomplikowana, gdy np. największa indyjska eksklawa Balapara Khagrabari zawierała w sobie bengalską eksklawę Upanchowki Bhajni, która zawierała znowu indyjską eksklawę Dahala Khagrabari. Ostatecznie obydwa państwa doszły do porozumienia, w wyniku którego enklawy przeszły do tego państwa, na terenie którego były położone[3]
- terytorium Armenii zawiera 3 eksklawy Azerbejdżanu, dwie z nich to wsie w północno-wschodniej Armenii, a trzecia znajduje się w regionie Nachiczewan; istnieje też jedna eksklawa Armenii w terytorium Azerbejdżanu,
- Kotlina Fergańska podzielona między Kirgistan, Tadżykistan i Uzbekistan daje liczne przykłady enklaw, m.in. kirgiska wioska Barak w terytorium Uzbekistanu, tadżycka wioska Sarwan także otoczona przez Uzbekistan, tadżycki Kajragasz wewnątrz Kirgistanu, uzbeckie miasta Soch i Szachimardan oraz terytoria Kalasza i Chalmion stanowią enklawy w terytorium kirgiskim.

Szczególne przypadki enklaw stanowią wyspy otoczone wodami terytorialnymi innego państwa. Są to:
- należące do Malawi wyspy Chisamula i Likoma położone na jeziorze Niasa na wodach terytorialnych Mozambiku,
- argentyńska wyspa Isla Martin Garcia otoczona przez urugwajskie wody terytorialne przy ujściu Rio de la Plata.

Do niektórych terytoriów oderwanych od zasadniczego obszaru kraju można dotrzeć przez wody międzynarodowe. Często w stosunku do nich błędnie używa się określenia enklawa, faktycznie są to jednak tylko eksklawy. Dobrze znanym w Polsce przykładem eksklawy jest obwód królewiecki, do którego dotrzeć można albo przez Litwę, albo przez Polskę, albo przez Morze Bałtyckie.

### Praktyczne enklawy
Niektóre terytoria, nieoddzielone fizycznie od danego kraju, są łatwiej dostępne poprzez terytorium sąsiedniego kraju. Dzieje się tak zwłaszcza w obszarach górskich oraz tam gdzie jedyna dostępna droga prowadzi przez obce terytorium. Takie terytoria nie są teoretycznie enklawami, ale w praktyce tak. Kilka przykładów takich obszarów:
- austriacka gmina Jungholz jest otoczona prawie zewsząd przez terytorium Niemiec poza jednym miejscem – szczytem góry,
- do Kleinwalsertal, doliny w Vorarlbergu (Austria), można dojechać jedynie przez położony w Bawarii Oberstdorf,
- szwajcarska wieś Samnaun była początkowo dostępna jedynie drogą biegnącą przez Austrię, stąd też została wykluczona w 1892 r. ze szwajcarskiego obszaru celnego; pomimo że w latach 1907–1912 powstała droga bezpośrednio łącząca z pozostałą częścią Szwajcarii wyjątek ten został utrzymany; z podobnych przyczyn włoska dolina Livigno wyłączona jest z unijnego obszaru VAT,
- do rosyjskiej wsi Dubki (est. Tupka) położonej na zachodnim brzegu Jeziora Pskowskiego lądem można dotrzeć tylko od strony estońskiej (mapka),
- jedyna droga do miejscowości Hyder na Alasce biegnie przez terytorium Kanady. Bezpośredni dostęp z innych miejscowości Alaski możliwy jest tylko za pomocą wodnosamolotu[4],
- Nadole w latach 1920–1939. Jedyna nietransgraniczna droga prowadziła przez Jezioro Żarnowieckie,
- kilka wsi w Irlandii m.in. Roranna, enklawa praktyczna na terytorium Irlandii Północnej.